# Поммеренке, Юрген
Ю́рген Поммере́нке (нем. Jürgen Pommerenke; 22 января 1953, Вегелебен, ГДР) — немецкий футболист, полузащитник, один из самых успешных футболистов Германской Демократической Республики. Выступал за клуб «Магдебург» и национальную сборную ГДР. Участник чемпионата мира 1974 года и бронзовый призёр Олимпийских игр 1972 года.

## Карьера

### Клубная
В молодости играл за футбольный клуб «Трактор» города Вегелебен (1961—1967). Потом был делегирован в «базу талантов» к 1. ФК Магдебург. С ФК Магдебург он три раза стал чемпионом ГДР и четыре раза стал победителем кубка ОСНП по футболу. В 1974 году он был членом магдебургской команды, которая победила в турнире обладателей Кубков УЕФА.
Поммеренке участвовал в 44 играх молодёжной сборной ГДР, с которой он в 1970 году победил в турнире УЕФА.
В 57 играх национальной сборной ГДР он забил 3 гола. В 1972 году его команда завоевала бронзовую медаль в олимпийском турнире. В 1974 году сборная с его участием попала в последний тур первенства мира.
В 1975 году любители футбола его избрали «Футболистом года» ГДР.
15 сентября 1984 года он участвовал в своём последнем игре за 1.ФК Магдебург. Проблемы с коленом вынудили его прощаться со спортом. За свою магдебургскую команду он в 15 сезонах участвовал в 301 игре в Оберлиге, в 55 играх за кубок ОСНП и 48 играх за европейские кубки. В 404 играх он забил 113 голов.

### В сборной
В сборной ГДР Юрген Поммеренке дебютировал 31 мая 1972 года в товарищеском матче со сборной Уругвая, завершившимся ничьей со счётом 0:0. В том же году Поммеренке в составе сборной поехал в Мюнхен на XX летние Олимпийские игры, он сыграл во всех семи матчах своей команды которая стала бронзовым призёром и забил 1 гол в ворота сборной ФРГ. В 1974 году Поммеренке принял участие в единственном для своей страны чемпионате мира 1974 года, он сыграл в трёх матчах, включая первый матч со сборной Австралии. Своё последнее выступление за сборную Поммеренке провёл в товарищеском матче со сборной Финляндии 16 марта 1983 года, тот матч завершился победой восточных немцев со счётом 3:1. Всего же за сборную Юрген Поммеренке сыграл 53 официальных матча в которых забил 3 гола. Также Поммеренке сыграл 7 матчей за олимпийскую сборную ГДР, в которых забил 1 гол.
| Матчи и голы Юргена Поммеренке за сборную | Матчи и голы Юргена Поммеренке за сборную | Матчи и голы Юргена Поммеренке за сборную | Матчи и голы Юргена Поммеренке за сборную | Матчи и голы Юргена Поммеренке за сборную | Матчи и голы Юргена Поммеренке за сборную | Матчи и голы Юргена Поммеренке за сборную |
| ----------------------------------------- | ----------------------------------------- | ----------------------------------------- | ----------------------------------------- | ----------------------------------------- | ----------------------------------------- | ----------------------------------------- |
| №                                         | Дата                                      | Соперник                                  | Счёт                                      | Голы                                      | Турнир                                    |                                           |
| 1                                         | 31 мая 1972                               | Уругвай                                   | 0:0                                       | -                                         | Товарищеский матч                         |                                           |
| 2                                         | 7 октября 1972                            | Финляндия                                 | 5:0                                       | -                                         | Отборочный матч к ЧМ 1974                 |                                           |
| 3                                         | 1 ноября 1972                             | Чехословакия                              | 3:1                                       | -                                         | Товарищеский матч                         |                                           |
| 4                                         | 15 февраля 1973                           | Колумбия                                  | 2:0                                       | -                                         | Товарищеский матч                         |                                           |
| 5                                         | 18 февраля 1973                           | Эквадор                                   | 1:1                                       | -                                         | Товарищеский матч                         |                                           |
| 6                                         | 27 мая 1973                               | Румыния                                   | 0:1                                       | -                                         | Отборочный матч к ЧМ 1974                 |                                           |
| 7                                         | 6 июня 1973                               | Финляндия                                 | 5:1                                       | -                                         | Отборочный матч к ЧМ 1974                 |                                           |
| 8                                         | 17 июня 1973                              | Исландия                                  | 2:1                                       | -                                         | Товарищеский матч                         |                                           |
| 9                                         | 19 июня 1973                              | Исландия                                  | 2:0                                       | -                                         | Товарищеский матч                         |                                           |
| 10                                        | 29 мая 1974                               | Англия                                    | 1:1                                       | -                                         | Товарищеский матч                         |                                           |
| 11                                        | 14 июня 1974                              | Австралия                                 | 2:0                                       | -                                         | Чемпионат мира 1974                       |                                           |
| 12                                        | 30 июня 1974                              | Нидерланды                                | 0:2                                       | -                                         | Чемпионат мира 1974                       |                                           |
| 13                                        | 3 июля 1974                               | Аргентина                                 | 1:1                                       | -                                         | Чемпионат мира 1974                       |                                           |
| 14                                        | 25 сентября 1974                          | Чехословакия                              | 1:3                                       | -                                         | Товарищеский матч                         |                                           |
| 15                                        | 9 октября 1974                            | Канада                                    | 2:0                                       | -                                         | Товарищеский матч                         |                                           |
| 16                                        | 12 октября 1974                           | Исландия                                  | 1:1                                       | -                                         | Отборочный матч к ЧЕ 1976                 |                                           |
| 17                                        | 26 марта 1975                             | Болгария                                  | 0:0                                       | -                                         | Товарищеский матч                         |                                           |
| 18                                        | 28 мая 1975                               | Польша                                    | 1:2                                       | -                                         | Товарищеский матч                         |                                           |
| 19                                        | 5 июня 1975                               | Исландия                                  | 1:2                                       | 1                                         | Отборочный матч к ЧЕ 1976                 |                                           |
| 20                                        | 29 июля 1975                              | Канада                                    | 3:0                                       | -                                         | Товарищеский матч                         |                                           |
| 21                                        | 31 июля 1975                              | Канада                                    | 7:1                                       | 1                                         | Товарищеский матч                         |                                           |
| 22                                        | 3 сентября 1975                           | СССР                                      | 0:0                                       | -                                         | Товарищеский матч                         |                                           |
| 23                                        | 27 октября 1976                           | Болгария                                  | 4:0                                       | -                                         | Товарищеский матч                         |                                           |
| 24                                        | 17 августа 1977                           | Швеция                                    | 1:0                                       | -                                         | Товарищеский матч                         |                                           |
| 25                                        | 29 октября 1977                           | Мальта                                    | 9:0                                       | -                                         | Отборочный матч к ЧМ 1978                 |                                           |
| 26                                        | 16 ноября 1977                            | Турция                                    | 2:1                                       | -                                         | Отборочный матч к ЧМ 1978                 |                                           |
| 27                                        | 8 марта 1978                              | Швейцария                                 | 3:1                                       | -                                         | Товарищеский матч                         |                                           |
| 28                                        | 4 апреля 1978                             | Швеция                                    | 0:1                                       | -                                         | Товарищеский матч                         |                                           |
| 29                                        | 30 августа 1978                           | Болгария                                  | 2:2                                       | -                                         | Товарищеский матч                         |                                           |
| 30                                        | 6 сентября 1978                           | Чехословакия                              | 2:1                                       | 1                                         | Товарищеский матч                         |                                           |
| 31                                        | 4 октября 1978                            | Исландия                                  | 3:1                                       | -                                         | Отборочный матч к ЧЕ 1980                 |                                           |
| 32                                        | 18 апреля 1979                            | Польша                                    | 2:1                                       | -                                         | Отборочный матч к ЧЕ 1980                 |                                           |
| 33                                        | 5 мая 1979                                | Швейцария                                 | 2:0                                       | -                                         | Отборочный матч к ЧЕ 1980                 |                                           |
| 34                                        | 1 июня 1979                               | Румыния                                   | 1:0                                       | -                                         | Товарищеский матч                         |                                           |
| 35                                        | 5 сентября 1979                           | СССР                                      | 0:1                                       | -                                         | Товарищеский матч                         |                                           |
| 36                                        | 21 ноября 1979                            | Нидерланды                                | 2:3                                       | -                                         | Отборочный матч к ЧЕ 1980                 |                                           |
| 37                                        | 13 февраля 1980                           | Испания                                   | 1:0                                       | -                                         | Товарищеский матч                         |                                           |
| 38                                        | 2 апреля 1980                             | Румыния                                   | 2:2                                       | -                                         | Товарищеский матч                         |                                           |
| 39                                        | 16 апреля 1980                            | Греция                                    | 2:0                                       | -                                         | Товарищеский матч                         |                                           |
| 40                                        | 15 октября 1980                           | Испания                                   | 0:0                                       | -                                         | Товарищеский матч                         |                                           |
| 41                                        | 19 ноября 1980                            | Венгрия                                   | 2:0                                       | -                                         | Товарищеский матч                         |                                           |
| 42                                        | 10 октября 1981                           | Польша                                    | 2:3                                       | -                                         | Отборочный матч к ЧМ 1982                 |                                           |
| 43                                        | 26 января 1982                            | Бразилия                                  | 1:3                                       | -                                         | Товарищеский матч                         |                                           |
| 44                                        | 10 февраля 1982                           | Греция                                    | 1:0                                       | -                                         | Товарищеский матч                         |                                           |
| 45                                        | 2 марта 1982                              | Ирак                                      | 0:0                                       | -                                         | Товарищеский матч                         |                                           |
| 46                                        | 14 апреля 1982                            | Италия                                    | 1:0                                       | -                                         | Товарищеский матч                         |                                           |
| 47                                        | 5 мая 1982                                | СССР                                      | 0:1                                       | -                                         | Товарищеский матч                         |                                           |
| 48                                        | 19 мая 1982                               | Швеция                                    | 2:2                                       | -                                         | Товарищеский матч                         |                                           |
| 49                                        | 9 сентября 1982                           | Исландия                                  | 1:0                                       | -                                         | Товарищеский матч                         |                                           |
| 50                                        | 22 сентября 1982                          | Болгария                                  | 2:2                                       | -                                         | Товарищеский матч                         |                                           |
| 51                                        | 13 октября 1982                           | Шотландия                                 | 0:2                                       | -                                         | Отборочный матч к ЧЕ 1984                 |                                           |
| 52                                        | 10 февраля 1983                           | Тунис                                     | 2:0                                       | -                                         | Товарищеский матч                         |                                           |
| 53                                        | 16 марта 1983                             | Финляндия                                 | 3:1                                       | -                                         | Товарищеский матч                         |                                           |

Итого: 53 матча / 3 гола; 28 побед, 13 ничьих, 12 поражений.
| Матчи и голы Юргена Поммеренке за олимпийскую сборную | Матчи и голы Юргена Поммеренке за олимпийскую сборную | Матчи и голы Юргена Поммеренке за олимпийскую сборную | Матчи и голы Юргена Поммеренке за олимпийскую сборную | Матчи и голы Юргена Поммеренке за олимпийскую сборную | Матчи и голы Юргена Поммеренке за олимпийскую сборную | Матчи и голы Юргена Поммеренке за олимпийскую сборную |
| ----------------------------------------------------- | ----------------------------------------------------- | ----------------------------------------------------- | ----------------------------------------------------- | ----------------------------------------------------- | ----------------------------------------------------- | ----------------------------------------------------- |
| №                                                     | Дата                                                  | Соперник                                              | Счёт                                                  | Голы                                                  | Турнир                                                |                                                       |
| 1                                                     | 28 августа 1972                                       | Гана                                                  | 4:0                                                   | -                                                     | Олимпийские игры 1972                                 |                                                       |
| 2                                                     | 30 августа 1972                                       | Колумбия                                              | 6:1                                                   | -                                                     | Олимпийские игры 1972                                 |                                                       |
| 3                                                     | 1 сентября 1972                                       | Польша                                                | 1:2                                                   | -                                                     | Олимпийские игры 1972                                 |                                                       |
| 4                                                     | 3 сентября 1972                                       | Венгрия                                               | 0:2                                                   | -                                                     | Олимпийские игры 1972                                 |                                                       |
| 5                                                     | 5 сентября 1972                                       | Мексика                                               | 7:0                                                   | -                                                     | Олимпийские игры 1972                                 |                                                       |
| 6                                                     | 8 сентября 1972                                       | ФРГ                                                   | 3:2                                                   | 1                                                     | Олимпийские игры 1972                                 |                                                       |
| 7                                                     | 10 сентября 1972                                      | СССР                                                  | 2:2                                                   | -                                                     | Олимпийские игры 1972                                 |                                                       |

Итого: 7 матчей / 1 гол; 4 победы, 1 ничья, 2 поражения.

## Достижения

### Командные
Сборная ГДР
- Бронзовый призёр Олимпийских игр: 1972

 «Магдебург»
- Чемпион ГДР (3): 1972, 1974, 1975
- Серебряный призёр чемпионата ГДР (2): 1977, 1978
- Бронзовый призёр чемпионата ГДР (3): 1973, 1976, 1981
- Обладатель Кубка ГДР (4): 1973, 1978, 1979, 1983
- Обладатель Кубка обладателей кубков УЕФА: 1973/74

### Личные
- Футболист года в ГДР: 1975
- 41-е место в списке игроков с наибольшим количеством матчей, сыгранных в чемпионате ГДР: 301 матч